# Juan Soriano Oropesa
Juan Soriano Oropesa (* 23. August 1997 in Benacazón) ist ein spanischer Fußballtorwart.

## Karriere

### Verein
Soriano begann seine Karriere bei Betis Sevilla und wechselte danach zum FC Sevilla. Im August 2014 stand er gegen den CD San Roque de Lepe erstmals im Kader der B-Mannschaft von Sevilla. Im September 2014 stand er gegen Feyenoord Rotterdam auch erstmals im Kader der ersten Mannschaft.
Mit der U-19-Mannschaft von Sevilla nahm er in der Saison 2015/16 an der UEFA Youth League teil. Soriano kam in allen sieben Spielen seines Vereins zum Einsatz; Sevilla scheiterte in den Play-offs an Ajax Amsterdam. Nach dem Aufstieg von Sevilla Atlético in die Segunda División spielte er im August 2016 schließlich erstmals für die B-Mannschaft von Sevilla, als er am ersten Spieltag der Saison 2016/17 gegen den FC Girona in der Startelf stand. Bis Saisonende kam er zu fünf weiteren Einsätzen in der zweithöchsten spanischen Spielklasse. Zudem nahm er mit dem U-19-Team von Sevilla in jener Saison erneut an der Youth League teil, bei der man diesmal das Achtelfinale erreichte.
Mit Sevilla Atlético stieg Soriano 2018 wieder in die Segunda División B ab. In der Abstiegssaison 2017/18 kam er zu 26 Einsätzen in der Segunda División.

### Nationalmannschaft
Soriano spielte bereits für diverse spanischen Jugendnationalauswahlen. Im März 2018 debütierte er in der EM-Qualifikation gegen Estland für die spanische U-21-Auswahl.
Erfolge:
FC Sevilla:
Europa-League-Sieger: 2014/15, 2015/16